# Dominique Dunne
Dominique Ellen Dunne Griffin (Santa Mónica, California, 23 de noviembre de 1959-Los Ángeles, California, 4 de noviembre de 1982) fue una actriz estadounidense, conocida por su papel de Dana Freeling en la película de 1982 Poltergeist.
El 30 de octubre de 1982, a la edad de 22 años, fue estrangulada por su exnovio y entró en coma. Nunca recuperó la consciencia y cinco días más tarde fue declarada muerta.

## Biografía
Descendiente de una conocida familia de Hollywood, nació el 23 de noviembre de 1959, en Santa Mónica, California. Era la hija menor de Ellen «Lenny» Griffin y el productor de cine/escritor Dominick Dunne, tenía dos hermanos mayores: Alex y Griffin Dunne. También era la sobrina de los novelistas John Gregory Dunne y Joan Didion. Sus padrinos fueron Maria Cooper-Janis, hija de Gary Cooper y Verónica «Rocky» Cooper, y el productor Martin Manulis.
La vida le puso grandes dificultades a pesar de su corta edad: el divorcio de sus padres en 1967, el consecuente abuso de sus padres tanto del alcohol como de las drogas y el suicidio de uno de sus tíos. A su madre, Ellen (a quien amigos y familiares llamaban cariñosamente Lenny), se le diagnosticó esclerosis múltiple en 1975. Estudió en Harvard-Westlake School de Los Ángeles, la Taft School de Connecticut y la Fountain Valley School de Colorado. Al graduarse, pasó un año en Florencia, Italia, donde aprendió italiano en The British Institute of Florence y conoció la escuela de Miguel Ángel. Después estudiaría actuación en Milton Katselas' Workshop y apareció en varias producciones teatrales, incluyendo West Side Story, The Mousetrap y My Three Angels.

## Carrera
Decidió convertirse en actriz y encontrar trabajo no fue fácil. Sus primeras apariciones fueron para varias películas de televisión como Diary of a Teenage Hitchhiker (1979), Valentin Magic on Love Island (1980), The Day the Loving Stopped (1981), The Haunting of Harrington House (1981). Asimismo, actuó en papeles pequeños en diversas series populares de los ochenta como Lou Grant, Hart to Hart, Fame. En el año 1981, fue seleccionada para actuar en la película de terror Poltergeist, estrenada el 4 de junio de 1982. Fue su primera película en el cine, con el papel de Dana Freeling, la hija mayor de Steve y Diana Freeling, de dieciséis años de edad, cuya familia es aterrorizada por fantasmas. La película fue producida por el cineasta Steven Spielberg y dirigida por Tobe Hooper, y llegó a recaudar más de setenta millones de dólares en taquilla. Aunque sus apariciones en la película fueron relativamente escasas, el filme tuvo tanto éxito, que, a los veintidós años, Dominique se vio convertida en una actriz sumamente famosa. Después de Poltergeist, ella apareció en el primer episodio de la serie CHiPs y en la película para la televisión The Shadow Riders (1982), protagonizada por Tom Selleck y Sam Elliott.
Poco antes de su asesinato, fue elegida como Robin Maxwell en la miniserie V. Fue asesinada durante el rodaje y su papel fue ofrecido a la actriz Blair Tefkin. De acuerdo con el comentario del creador de la serie, Kenneth Johnson, Dunne aparece en la escena en la que los Méndez y otros miran la nave nodriza deslizarse sobre Los Ángeles durante la llegada de los visitantes. Su espalda es todo lo que se ve. La miniserie está dedicada a ella.
Sus padres se complacían del éxito que súbitamente había alcanzado, pero se mostraban muy preocupados por su noviazgo con John Thomas Sweeney.

## Relación con John Sweeney
Dunne conoció a John Thomas Sweeney en un restaurante de moda llamado Ma Maison en una fiesta en 1981. Después de unas semanas de noviazgo, se mudaron a una casa ubicada en Rangely Avenue en West Hollywood. De veinticinco años de edad, Sweeney trabajaba como chef en Ma Maison. Proveniente de una familia de escasos recursos de Hazeltown, Pensilvania, la madre de Sweeney era camarera y su padre alcohólico, y se habían divorciado cuando él tenía catorce años. Tan ambicioso como avergonzado de su origen, Sweeney tuvo muchas discusiones con Dominique durante el tiempo que vivieron juntos.

### Asesinato
Dominique Dunne vivía el comienzo de lo que parecía ser una exitosa y prometedora carrera en Hollywood. A pesar de su corta carrera, esta joven actriz adquiría rápidamente papeles en películas o programas de moda en esos años junto con grandes actores y actrices aún reconocidos actualmente. Su carrera terminaría abruptamente el 30 de octubre de 1982 a la edad de 22 años y a un mes por cumplir los 23, por causa de su exnovio, al parecer con serios problemas psicológicos.
Alterada por los crecientes arranques de posesividad y celos de su obsesivo novio, en agosto de 1982 trató de poner fin a esa relación, hasta que después de numerosas discusiones, muchas de ellas violentas, consiguió convencerlo de que se fuera. La noche del 30 de octubre de 1982, Dominique se encontraba ensayando con el actor David Packer, de 20 años, una escena para el inminente programa piloto de V, de la NBC. Sweeney llegó poco antes de las 21:00 y comenzó a discutir con ella en la puerta. De un momento a otro, comenzó a estrangularla, abusando de su musculatura y condición atlética, mientras que Packer intentaba enloquecidamente comunicarse con la policía. Cuando por fin se la pudo trasladar al Cedars-Sinai Medical Center, se hallaba ya en estado de paro cardíaco total. Aun así, se la sometió a terapia de reanimación y se le brindaron auxilios de soporte vital, pero su cerebro ya no reaccionó. Tras haberse despedido de su hija en permanente estado de coma, el 4 de noviembre, Dominick y Lenny, quien para entonces dependía ya de una silla de ruedas, firmaron el documento en el que concedían el retiro del equipo médico de supervivencia y hacían donación para trasplantes de los riñones y el corazón de su hija. A la mañana siguiente, Sweeney fue formalmente acusado de homicidio, en tanto que la fianza para su liberación se fijaba en 150 000 dólares.
El certificado de defunción de Dominique fue levantado el 6 de noviembre de 1982 y fue sepultada ese mismo día en el Westwood Cemetery. La familia Dunne se vio obligada a reconstruir los trágicos hechos, en agosto de 1983, que desembocaron en la muerte de Dominique, en ocasión del juicio contra Sweeney. Para su desgracia, la defensa fue autorizada a desacreditar el carácter de Dominique. El propio Sweeney afirmó que de no haberse negado ella a su reconciliación, no la habría atacado. El juez Burton S. Katz, presidente del tribunal, no permitió que la fiscalía presentara el testimonio de la anterior novia del inculpado, quien les había asegurado a los investigadores que Sweeney la había golpeado varias veces, hasta que tuvo que ir al hospital con un pulmón seriamente lastimado. De igual forma, el juez Katz impidió que Lenny Dunne le relatara al jurado que su hija la había visitado meses antes de su muerte en estado de shock a causa de Sweeney, quien la había golpeado. En ese tiempo, Dominique apareció de invitada en la famosa serie estadounidense Hill Street Blues (1982), en la cual interpretó a una chica víctima de abuso físico, y debido a los moratones no requirió de maquillaje para darle realismo a su personaje.[cita requerida] El 21 de septiembre de 1983, Sweeney fue declarado culpable de homicidio voluntario y de ataque físico con abuso de violencia. El 10 de noviembre, se le sentenció a seis años y medio de cárcel, la pena máxima entonces para esta clase de delitos. Sin embargo, fue dejado en libertad el 21 de junio de 1986 tras un período en prisión de apenas 3 años. Hasta la fecha, a este caso en general se le considera bastante polémico en la historia de la justicia estadounidense.

## Filmografía

### Series y telefilmes
- V (1983, TV)
- Hill Street Blues (1 episodio, 1982)
- The Quest (1 episodio, 1982)
- St. Elsewhere (1 episodio, 1982)
- CHiPs (1 episodio, 1982)
- The Shadow Riders (1982, TV)
- Fame (1 episodio, 1982)
- Hart to Hart (1 episodio, 1981)
- The Day the Loving Stopped (1981, TV)
- CBS Children's Mystery Theatre (1 episodio, 1981)
- Breaking Away (2 episodios, 1980-1981)
- Lou Grant (1 episodio, 1980)
- Valentine Magic on Love Island (1980, TV)
- Diary of a Teenage Hitchhiker (1979, TV)

### Cine
- Poltergeist (1982)